# Karl Christian Lammers
Karl Christian Lammers (geboren 4. September 1943 in Peest) ist ein dänischer Neuzeithistoriker.

## Leben
Karl Christian Lammers besuchte die Schule in Sønderborg. Er studierte Deutsch und Geschichte an der Universität Kopenhagen. Nach dem Magisterabschluss war er ab 1969 als Tutor am Institut für Zeitgeschichte der Universität beschäftigt. 1975 wurde er dort Lektor. 1994 war er als Gastprofessor nach Kiel eingeladen, 1999 nach Tübingen.
Lammers war von 1992 bis 2007 Mitherausgeber der zunächst in London herausgegebenen Zeitschrift Contemporary European history. Im Jahr 2013 wurde er emeritiert.
In seinen zahlreichen Veröffentlichungen beschäftigt sich Lammers vor allem mit zeitgeschichtlichen Themen, vor allem den deutsch-skandinavischen Beziehungen.

## Schriften (Auswahl)
- Arbejderbevægelsen i Tyskland – efter 1945/49. Fra sammenbrud til model Tyskland. Forlaget Fremad u. a., Kopenhagen 1986, ISBN 87-557-3988-1.
- mit Henrik Tvarnø: Vesttyskland. 1945–1985. Fra taber til stormagt. Systime, Herning 1987, ISBN 87-7351-197-8.
- Føreren. Hitlers politiske karriere. Schønberg, Kopenhagen 1991, ISBN 87-570-1434-5.
- Fascination og forbrydelse. Den nazistiske tid 1919–1945. Akademisk Forlag, Kopenhagen 1992, ISBN 87-500-3015-9.
- Det ny Tyskland. Fra sammenbrud til genforening 1945–1992. Akademisk Forlag, Kopenhagen 1993, ISBN 87-500-3073-6.
- Hitlers modstandere. Det andet Tyskland 1933–1945. Schønberg, Kopenhagen 1996, ISBN 87-570-1484-1.
- Bundesrepublik Deutschland. Staat, Gesellschaft, Geschichte und Kultur. Academic Press, Kopenhagen 1996, ISBN 87-500-3102-3.
- Vejen til Auschwitz. Det nazistiske Tysklands mord på Europas jøder. Gyldendal Uddannelse, Kopenhagen 2000, ISBN 87-00-35622-0.
- Hovedstad Berlin 1871–2000. Magt, monumenter og erindring. Schønberg, Kopenhagen 2000, ISBN 87-570-1582-1.
- Nazismens epoke. Førerstat, Volksgemeinschaft og racekrig. Schønberg, Kopenhagen 2003, ISBN 87-570-1646-1.
- „Hvad skal vi gøre ved tyskerne bagefter?“ Det dansk-tyske forhold efter 1945. Schønberg, København 2005, ISBN 87-570-1670-4.
- Tyskland efter murens fald 1989. Historie og tekster. Systime, Aarhus 2006, ISBN 87-616-1103-4.
- Goebbels. Hitlers spindoktor. Schønberg, Kopenhagen 2008, ISBN 978-87-570-1701-4.

deutschsprachige Beiträge
- Das Dänisch-Deutsche Minderheitenabkommen vo 1955. In: Symbiose, Konfrontation, Nachbarschaft. Dänemark und Schleswig-Holstein im 18. bis 20. Jahrhundert. Christian-Albrechts-Universität zu Kiel 1992, S. 21–40, ISBN 3-928794-03-5.
- Nationale Minderheiten im friedlichen Zusammenleben. Die Bonn-Kopenhagen-Erklärungen vom 29. März 1955. In: Revue d'Allemagne, Bd. 25 (1993), H. 2, S. 129–143.
- Die deutsche Besatzungspolitik und ihre dänischen Partner. Eine Forschungsbilanz. In: Robert Bohn (Hrsg.): Die deutsche Herrschaft in den „germanischen“ Ländern 1940–1945 (= Historische Mitteilungen. Beiheft. Bd. 26). Steiner, Stuttgart 1997, ISBN 3-515-07099-0, S. 135–144.
- Konflikte und Konfliktlösungen in der dänisch-deutschen Minderheitenfrage. Ein Beispiel für Europa? In: Historische Mitteilungen, Bd. 10 (1997), S. 268–279.
- als Herausgeber mit Jürgen Elvert und Robert Bohn: Deutsch-skandinavische Beziehungen nach 1945 (= Historische Mitteilungen der Ranke-Gesellschaft. Beiheft. Bd. 31). Steiner, Stuttgart 2000, ISBN 3-515-07320-5.
- als Herausgeber mit Axel Schildt und Detlef Siegfried: Dynamische Zeiten. Die 60er Jahre in den beiden deutschen Gesellschaften. Herausgegeben von der Forschungsstelle für Zeitgeschichte in Hamburg. Christians, Hamburg 2000, ISBN 3-7672-1356-7.
- Die neueste deutsche Geschichte aus skandinavischer Sicht. Das Deutschland-Bild in Skandinavien und die skandinavische Deutschland-Forschung. In: Geschichte und Gesellschaft, Bd. 26 (2000), S. 347–366.
- Die „Judenwissenschaft“ im nationalsozialistischen Dritten Reich. Überlegungen zur „Forschungsabteilung Judenfrage“ in Walter Franks „Reichsinstitut für Geschichte des neuen Deutschlands“ und zu den Untersuchungen Tübinger Professoren zur „Judenfrage“. In: Freddy Raphaël (Hrsg.): „… das Flüstern eines leisen Wehens …“. Beiträge zu Kultur und Lebenswelt europäischer Juden. Festschrift für Utz Jeggle. UVK-Verlags-Gesellschaft, Konstanz 2001, ISBN 3-89669-810-9, S. 369–391.
- Der deutsche Widerstand gegen Hitler im Urteil der dänischen Öffentlichkeit und Historiographie. In: Gerd R. Ueberschär (Hrsg.): Der deutsche Widerstand gegen Hitler. Wahrnehmung und Wertung in Europa und den USA. Wissenschaftliche Buchgesellschaft, Darmstadt 2002, ISBN 3-534-13146-0, S. 101–110.
- Späte Prozesse und milde Strafen. Die Kriegsverbrecherprozesse gegen Deutsche in Dänemark. In: Norbert Frei (Hrsg.): Transnationale Vergangenheitspolitik. Der Umgang mit deutschen Kriegsverbrechern in Europa nach dem Zweiten Weltkrieg (= Beiträge zur Geschichte des 20. Jahrhunderts. Bd. 4). Wallstein, Göttingen 2006, ISBN 3-89244-940-6, S. 351–369.
- als Herausgeber mit Robert Bohn und Christoph Cornelißen: Vergangenheitspolitik und Erinnerungskulturen im Schatten des Zweiten Weltkriegs. Deutschland und Skandinavien seit 1945. Klartext, Essen 2008, ISBN 978-3-89861-988-2.
- Der Holocaust im kollektiven Gedächtnis in Skandinavien. Dänemark und Schweden im Vergleich. In: Harald Schmid (Hrsg.): Geschichtspolitik und kollektives Gedächtnis. Erinnerungskulturen in Theorie und Praxis (= Formen der Erinnerung, Bd. 41). V & R Unipress, Göttingen 2009, S. 181–198, ISBN 3-89971-575-6.
- Die Beziehungen zwischen den Universitäten Kiel und Kopenhagen während der NS-Jahre. In: Christoph Cornelißen (Hrsg.): Wissenschaft an der Grenze. Die Universität Kiel im Nationalsozialismus (= Zeit + Geschichte, Bd. 14). Klartext-Verlag, Essen 2010, S. 81–91, ISBN 978-3-8375-0240-4.
- Dänemark. Widerstand zwischen Anspruch und Wirklichkeit – der Mythos vom dänischen Volk im Freiheitskampf gegen die Deutschen. In: Gerd R. Ueberschär (Hrsg.): Handbuch zum Widerstand gegen Nationalsozialismus und Faschismus in Europa 1933/39 bis 1945. Walter de Gruyter, Berlin u. a. 2011, ISBN 978-3-598-11767-1, S. 71–84.
- "... dass man einen festen Glauben daran hat, dass das jetzige System die Rettung sei". Die nationalsozialistische "Volksgemeinschaft" von außen betrachtet. Hitler und die Deutschen aus der Sicht eines dänischen Beobachters. In: Frank Bajohr (Hrsg.): Fremde Blicke auf das „Dritte Reich“.  Berichte ausländischer Diplomaten über Herrschaft und Gesellschaft in Deutschland  1933–1945 (= Hamburger Beiträge zur Sozial- und Zeitgeschichte, Bd. 49). Wallstein-Verlag, Göttingen 2011, S. 218–241, ISBN 3-8353-0870-X.
- Zäsuren der bundesrepublikanischen Geschichte aus dänischer Sicht. In: Francia, Bd. 38 (2011), S. 279–287.
- Mit den Bürgerlichen gegen den Faschismus? SPD, Faschismus und Nationalsozialismus 1919 bis 1933. Det Humanistiske Fakultet, Københavns Universitet, Kopenhagen 2016.